# Dangerous (canción de Cascada)
«Dangerous» es el segundo sencillo en Reino Unido e Irlanda pero tercero en sí para ser lanzado por Cascada de su tercer álbum, Evacuate the Dancefloor. El vídeo musical fue subido a YouTube por la compañía de Reino Unido, All Around The World el 17 de agosto de 2009. El sencillo fue lanzado en Reino Unido el 12 de octubre de 2009.
La canción "Dangerous" fue presentada en National Lottery Euromillions Draw, transmitido en BBC One el 18 de septiembre de 2009.
Está compuesto en la armadura de mi bemol menor y tiene un tempo de 145 BPM.

## Listado y formato
- CD single[7]

1. "Dangerous" (Radio Edit)
2. "Dangerous" (Cahill Radio Edit)

- iTunes Pre-Order EP[8]

1. "Dangerous" (Radio Edit)
2. "Dangerous" (Cahill Radio Edit)
3. "Dangerous" (Wideboys Remix)
4. "Dangerous" (Original Mix)
5. "Evacuate The Dancefloor" (Unplugged Acoustic Mix)

- digital download release[9]

1. "Dangerous" (Radio Edit)
2. "Dangerous" (Cahill Radio Edit)
3. "Dangerous" (Original Mix)
4. "Dangerous" (Wideboys Remix)
5. "Dangerous" (N-Force Remix)
6. "Dangerous" (Immerze Remix)
7. "Dangerous" (Cahill Remix)

- club promo CD single[10]

1. "Dangerous" (Cahill Mix)
2. "Dangerous" (Original)
3. "Dangerous" (Darren Styles Mix)
4. "Dangerous" (N-Force Mix)
5. "Dangerous" (Wideboys Stadium Mix)
6. "Dangerous" (Immerze Mix)
7. "Dangerous" (Fugitives Special Dance Mix)
8. "Dangerous" (Wideboys Stadium Dub)

- iTunes EP[11]

1. "Dangerous" (Radio Mix)
2. "Dangerous" (Cahill Radio Edit)
3. "Dangerous" (Wideboys Radio Edit)
4. "Dangerous" (Fugitive Radio Edit)
5. "Dangerous" (Original Mix)

- Extended Mixes[12]

1. "Dangerous" (Cahill Remix)
2. "Dangerous" (Wideboys Remix)
3. "Dangerous" (Wideboys Dub Remix)
4. "Dangerous" (Fugitive Remix)
5. "Dangerous" (N-Force Remix)
6. "Dangerous" (Darren Styles Remix)
7. "Dangerous" (Immerze Remix)
8. "Dangerous" (Westend DJs Remix)
9. "Dangerous" (Technikore Remix)

## Vídeo musical
El vídeo para Dangerous fue lanzado en YouTube el 17 de octubre del 2009. Al comienzo del video, Horler está sentada en su cama, con su novio a su lado. Su novio se prepara para irse. Horler ve algo que parece ser cómo un boleto de aerolínea. Su novio lo toma y se va. Horler va a su laptop, dónde puede ver todo lo que está haciendo su novio.
Su novio deja la casa y conduce a un salón. Sale del auto y entra, dónde se encuentra con otra chica y actúa amorosamente con ella. Entonces, Horler conduce hasta el salón en su auto, y el vídeo regresa al novio de Horler. Lleva a la novia a tomar algunos tragos, y entonces, cuando los dos van hacia las escaleras, el video cambia a Horler quién está en el salón y está sentada con personas bailando detrás de ella.
Después de esto, el novio de Horler aparece de nuevo con la chica. Los dos están en una habitación vacía y están a punto de besarse. Su novio luego se muestra sentado en la cama, y la chica está dormida. Horler aparece desconcertada. Su novio mueve la pintura de la habitación, dónde hay un seguro. Lo abre y saca un collar. Horler va hacia las escaleras, y mientras su novio está saliendo al pasillo, ella se encuentra con él y pone su mano en su boca.
Horler toma a su novio a otra habitación, dónde ella lo empuja a la cama, le saca su chaqueta, y lo besa. Luego va a otra habitación, dejando a su novio, el cual se levanta y golpea la puerta, para encontrar que no hay respuesta. Él abre la puerta y encuentra las cortinas volando en el viento. Se enoja, y se apura a la otra habitación, y encuentra su chaqueta, pero no el collar. El vídeo termina con Horler caminando del salón usando el collar. Entra al auto, hace una guiñada y se va.

## Posicionamiento en listas
| Listas (2009)                      | Mejor posición |
| ---------------------------------- | -------------- |
| Eslovaquia (Rádio Top 100)         | 32             |
| Finlandia (OFC)                    | 19             |
| Países Bajos (Mega Single Top 100) | 99             |
| Reino Unido (UK Singles Chart)     | 67             |

## Historial de lanzamientos
| Región                       | Datos                 | Formato              |
| ---------------------------- | --------------------- | -------------------- |
| Reino Unido (BPI)            | 12 de octubre de 2009 | CD, Descarga digital |
| Países Bajos (Album top 100) | 1 de febrero de 2010  | Descarga digital     |